# Schwartz Range
Die Schwartz Range ist ein Gebirgszug mit nordost-südwestlicher Ausrichtung im ostantarktischen Kempland. Er ragt 27 km südwestlich der Edward-VIII-Bucht auf.
Der australische Geologe Robert George Dovers (1921–1981) und sein französischer Begleiter Georges Schwartz (* 1920) entdeckten den Gebirgszug im Jahr 1954 bei ihrer Hundeschlittenfahrt zur Edward-VIII-Bucht im Rahmen einer Kampagne der Australian National Antarctic Research Expeditions. Das Antarctic Names Committee of Australia benannte ihn am 28. November 1955 nach Schwartz.